# Médan
Médan település Franciaországban, Yvelines megyében. Lakosainak száma 1305 fő (2022. január 1.). Médan Morainvilliers, Orgeval, Triel-sur-Seine, Vernouillet és Villennes-sur-Seine községekkel határos.

## Népesség
A település népességének változása:
| Lakosok száma | 1406 | 1394 | 1429 | 1375 | 1356 | 1346 | 1332 | 1322 | 1305 |
|               | 2013 | 2015 | 2016 | 2017 | 2018 | 2019 | 2020 | 2021 | 2022 |